# Marie Nagy
Pour les personnes ayant le même patronyme, voir Nagy.
Vous pouvez aider à l'améliorer ou bien discuter des problèmes sur sa page de discussion.
- Il ne cite pas suffisamment ses sources. Vous pouvez indiquer les passages à sourcer avec {{référence nécessaire}} ou {{Référence souhaitée}}, et inclure les références utiles en les liant aux notes de bas de page. (Marqué depuis mars 2016)
- Sa forme n’est pas encyclopédique et ressemble trop à un curriculum vitæ. Modifiez le texte pour aider à le transformer en article neutre. (Marqué depuis mars 2016)

- Archive Wikiwix
- Bing
- Cairn
- DuckDuckGo
- E. Universalis
- Gallica
- Google
- G. Books
- G. News
- G. Scholar
- Persée
- Qwant
- (zh) Baidu
- (ru) Yandex
- (wd) trouver des œuvres sur Wikidata

Marie Nagy (nom officiel Maria Nagy Patino), née le 28 juillet 1957 à Bogota (Colombie) d’un père hongrois et d’une mère colombienne est une sociologue et femme politique belge, ancienne membre d'Ecolo. 
Elle a acquis la nationalité belge en 1977.
En 2017, elle rejoint DéFI et pour les élections communales de 2018 elle se présente sur la liste DéFI à la ville de Bruxelles. 
Elle est licenciée en sociologie de l'Université Catholique de Louvain en 1980
Elle fut élue à la première élection de la Région de Bruxelles-Capitale en 1989. Elle est ancienne sénatrice et député fédérale.
Elle est depuis octobre 2006 Conseillère Communale de la Ville de Bruxelles. Elle y a été cheffe du groupe Ecolo-Groen de 2006 au 23 mars 2017. Elle a par ailleurs été membre du Conseil de Police de la Zone de Bruxelles-Capitale-Ixelles. 

## Fonctions professionnelles
Licenciée en sociologie avec spécialisation en sociologie urbaine et en pays en développement, elle a travaillé tout d'abord au Cunic à Charleroi et ensuite est devenue fonctionnaire au SPF Sécurité Sociale.

## Fonctions politiques
- députée au Parlement bruxellois (déléguée à la Communauté française et au Sénat):
  - du 12 juillet 1989 au 12 juin 1999, chef de groupe Ecolo
  - Sénatrice et chef de groupe Ecolo de 1999 à 2003
- Députée fédérale, chef de groupe Ecolo de 2003 à 2007
- députée au Parlement bruxellois (2009-2014)
  - sénateur de communauté : du 23 juin 2009 au 14 octobre 2009
  - Conseillère communale Ecolo à la Ville de Bruxelles, chef de groupe de 2006 à 2012
    - Conseillère communale Ecolo-Groen à la Ville de Bruxelles, chef de groupe d'octobre 2012 au 23 mars 2017

  - Membre du Conseil de Police de la zone de Bruxelles-Capitale-Ixelles 2012-2018)
  - Conseillère communale Défi à la Ville de Bruxelles (2018-2024)
- députée au Parlement bruxellois (2019-2024)

## Décoration
- Commandeur de l'ordre de Léopold (2014)[6].

## Sources
1. ↑  Procès-verbal de l'élection législative de 2010
2. ↑   Le soir
3. ↑  BX1
4. ↑  DH Les Sports+, « Marie Nagy quitte le parti écologiste: "A Ecolo, c'est le dénigrement et l'exclusion qui prévalent" », sur DH Les Sports +, 14 juin 2017 (consulté le 31 janvier 2022)
5. ↑  https://etaamb.openjustice.be/fr/arrete-royal_n2014000607